# A1 Team México
A1 Team Mexico fue una escudería mexicana de automovilismo que compitió en el A1 Grand Prix. Los propietarios del equipo fueron Juan Cortina y Julio Jáuregui.

## Resultados

### Resumidos
| Temporada | Monoplaza | Piloto              | Carreras | Victorias | Poles | VR | Podios | Puntos | Pos. |
| --------- | --------- | ------------------- | -------- | --------- | ----- | -- | ------ | ------ | ---- |
| 2005-06   | Lola A1GP | Salvador Durán      | 16       | 2         | 1     | 0  | 5      | 59     | 10.º |
| 2005-06   | Lola A1GP | David Martínez      | 4        | 0         | 0     | 0  | 0      | 59     | 10.º |
| 2005-06   | Lola A1GP | Luis Diaz           | 2        | 0         | 0     | 0  | 0      | 59     | 10.º |
| 2006-07   | Lola A1GP | Salvador Durán      | 18       | 0         | 0     | 1  | 4      | 25     | 10.º |
| 2006-07   | Lola A1GP | Sergio Pérez        | 2        | 0         | 0     | 0  | 0      | 25     | 10.º |
| 2006-07   | Lola A1GP | Juan Pablo Garcia   | 2        | 0         | 0     | 0  | 0      | 25     | 10.º |
| 2007-08   | Lola A1GP | Salvador Durán      | 2        | 0         | 0     | 1  | 0      | 22     | 16.º |
| 2007-08   | Lola A1GP | Michel Jourdain Jr. | 5        | 0         | 0     | 0  | 0      | 22     | 16.º |
| 2007-08   | Lola A1GP | David Garza Perez   | 10       | 0         | 0     | 0  | 0      | 22     | 16.º |
| 2007-08   | Lola A1GP | Jorge Goeters       | 2        | 0         | 0     | 0  | 0      | 22     | 16.º |
| 2007-08   | Lola A1GP | David Martínez      | 2        | 0         | 0     | 0  | 0      | 22     | 16.º |
| 2008-09   | Lola A1GP | David Garza Perez   | 4        | 0         | 0     | 0  | 0      | 19     | 13.º |
| 2008-09   | Lola A1GP | Salvador Durán      | 8        | 0         | 0     | 0  | 1      | 19     | 13.º |

### En detalle
(Clave) (negrita indica pole position) (cursiva indica vuelta rápida)

| Equipo  | Equipo                     | Pilotos             | 1   | 1   | 2   | 2   | 3   | 3   | 4   | 4   | 5   | 5   | 6   | 6   | 7   | 7   | 8   | 8   | 9   | 9   | 10  | 10  | 11  | 11  | Pos. | Puntos |
| ------- | -------------------------- | ------------------- | --- | --- | --- | --- | --- | --- | --- | --- | --- | --- | --- | --- | --- | --- | --- | --- | --- | --- | --- | --- | --- | --- | ---- | ------ |
| 2005-06 | DAMS                       |                     | GBR | GBR | GER | GER | PRT | PRT | AUS | AUS | MYS | MYS | ARE | ARE | ZAF | ZAF | IDN | IDN | MEX | MEX | USA | USA | CHN | CHN | 10.º | 59     |
| 2005-06 | DAMS                       | Salvador Durán      | 6   | 3   |     |     | Ret | Ret | Ret | Ret |     |     | 18  | 8   |     |     | 3   | Ret | Ret | Ret | 1   | 1   | 3   | 8   | 10.º | 59     |
| 2005-06 | DAMS                       | David Martínez      |     |     | 8   | 13  |     |     |     |     |     |     |     |     | 10  | Ret |     |     |     |     |     |     |     |     | 10.º | 59     |
| 2005-06 | DAMS                       | Luis Diaz           |     |     |     |     |     |     |     |     | 19  | 15  |     |     |     |     |     |     |     |     |     |     |     |     | 10.º | 59     |
| 2006-07 | Teamex                     |                     | NED | NED | CZE | CZE | BEI | BEI | MYS | MYS | IDN | IDN | NZL | NZL | AUS | AUS | ZAF | ZAF | MEX | MEX | SHA | SHA | GBR | GBR | 10.º | 35     |
| 2006-07 | Teamex                     | Salvador Durán      | 2   | 5   | 7   | 3   | 2   | Ret | 11  | Ret | 2   | 6   | 12  | Ret | 11  | 15  | Ret | Ret | 17  | Ret |     |     |     |     | 10.º | 35     |
| 2006-07 | Teamex                     | Sergio Pérez        |     |     |     |     |     |     |     |     |     |     |     |     |     |     |     |     |     |     | 15  | Ret |     |     | 10.º | 35     |
| 2006-07 | Teamex                     | Juan Pablo Garcia   |     |     |     |     |     |     |     |     |     |     |     |     |     |     |     |     |     |     |     |     | 18  | 14  | 10.º | 35     |
| 2007-08 | Team Craft                 |                     | NED | NED | CZE | CZE | MYS | MYS | ZHU | ZHU | NZL | NZL | AUS | AUS | ZAF | ZAF | MEX | MEX | SHA | SHA | GBR | GBR |     |     | 16.º | 22     |
| 2007-08 | Team Craft                 | Salvador Durán      | 4   | 4   |     |     |     |     |     |     |     |     |     |     |     |     |     |     |     |     |     |     |     |     | 16.º | 22     |
| 2007-08 | Team Craft                 | Michel Jourdain Jr. |     |     | 13  | 22  | 20  | 11  |     |     |     |     |     |     |     |     |     |     |     |     |     |     |     |     | 16.º | 22     |
| 2007-08 | Team Craft                 | David Garza Perez   |     |     |     |     |     |     | 16  | 11  | 17  | 9   | 17  | 18  | 8   | Ret | 16  | 14  |     |     |     |     |     |     | 16.º | 22     |
| 2007-08 | Team Craft                 | Jorge Goeters       |     |     |     |     |     |     |     |     |     |     |     |     |     |     |     |     | 20  | 21  |     |     |     |     | 16.º | 22     |
| 2007-08 | Team Craft                 | David Martínez      |     |     |     |     |     |     |     |     |     |     |     |     |     |     |     |     |     |     | 20  | 16  |     |     | 16.º | 22     |
| 2008-09 | Escudería del Mediterráneo |                     | NED | NED | CHN | CHN | MYS | MYS | NZL | NZL | RSA | RSA | POR | POR | GBR | GBR | MEX | MEX |     |     |     |     |     |     | 13.º | 19     |
| 2008-09 | Escudería del Mediterráneo | David Garza Perez   |     |     | 16  | 15  | 14  | 15  |     |     |     |     |     |     |     |     |     |     |     |     |     |     |     |     | 13.º | 19     |
| 2008-09 | Escudería del Mediterráneo | Salvador Durán      |     |     |     |     |     |     | 15  | Ret | 16  | Ret | 9   | 4   | 3   | 6   |     |     |     |     |     |     |     |     | 13.º | 19     |